# Tanah Lot
Tanah Lot – świątynia (pura) z XVI wieku poświęcona Warunie położona na formacji skalnej na Oceanie Indyjskim u wybrzeża miejscowości Tanah Lot na Bali w regencji Tabanan w Indonezji.

## Historia
Słowo „tanah” oznacza wyspę lub ląd, natomiast „lot” lub „lod” oznacza morze, wobec czego nazwa świątyni oznacza wyspę/ląd na morzu. Założenie świątyni jest przypisywane hinduskiemu kapłanowi o imieniu Bhagawan Dan Hyang Nirartha, który szerzył hinduizm na Bali. Kapłan miał doznać objawienia, iż szczyt skały to dobre miejsce na posadowienie świątyni. Obiekt powstał w XVI wieku. Jest poświęcony bogu morza Warunie (na Bali nazywanym Dewa Waruna). 
Świątynia jest codziennie licznie odwiedzana, zwłaszcza dużo osób przychodzi podczas zachodów słońca – z uwagi na zarysowującą się wówczas sylwetkę obiektu na tle nieba. Co roku miejsce odwiedza nawet 3,5 mln osób (dane za 2016 rok). Miejsce to jest uważane za jedno z najświętszych na Bali. Tylko prawdziwi wyznawcy hinduizmu mogą wejść po wykutych w skale schodach na teren świątyni, pozostałe osoby powinny pozostać na skałach u jej podnóża. Co 210 dni w świątyni odbywa się trzydniowe święto Piodalam, które upamiętnia powstanie obiektu.
Około 1980 roku świątynia była zagrożona zawaleniem na skutek erozji. Dzięki pożyczce japońskiego rządu odbudowano ⅓ wysepki z wykorzystaniem czarnej skały wulkanicznej. Na początku XXI wieku wokół wysepki znajdował się falochron, który miał zapobiegać erozji.

## Architektura
Obiekt znajduje się na skale otoczonej przez morze, kilkadziesiąt metrów od brzegu. Da się do niego dotrzeć pieszo z brzegu po skalnej ścieżce; do początku XX wieku formacja skalna nie była oddzielona od lądu wodami morskimi.
Świątynia składa się z dwóch budynków. Dwie kaplice meru, przypominające pagody z siedmioma i trzema rzędami daszków, zostały odbudowane i wzmocnione betonem.
U podnóża świątyni znajduje się święte źródełko. Poniżej leży jaskinia z jadowitymi wężami (ular suci) – niemrawcami malajskimi (Bungarus candidus), które są postrzegane jako ochrona świątyni przed intruzami i złymi mocami, a przez to miejscowa balijska ludność nie przeszkadza im.

## Galeria

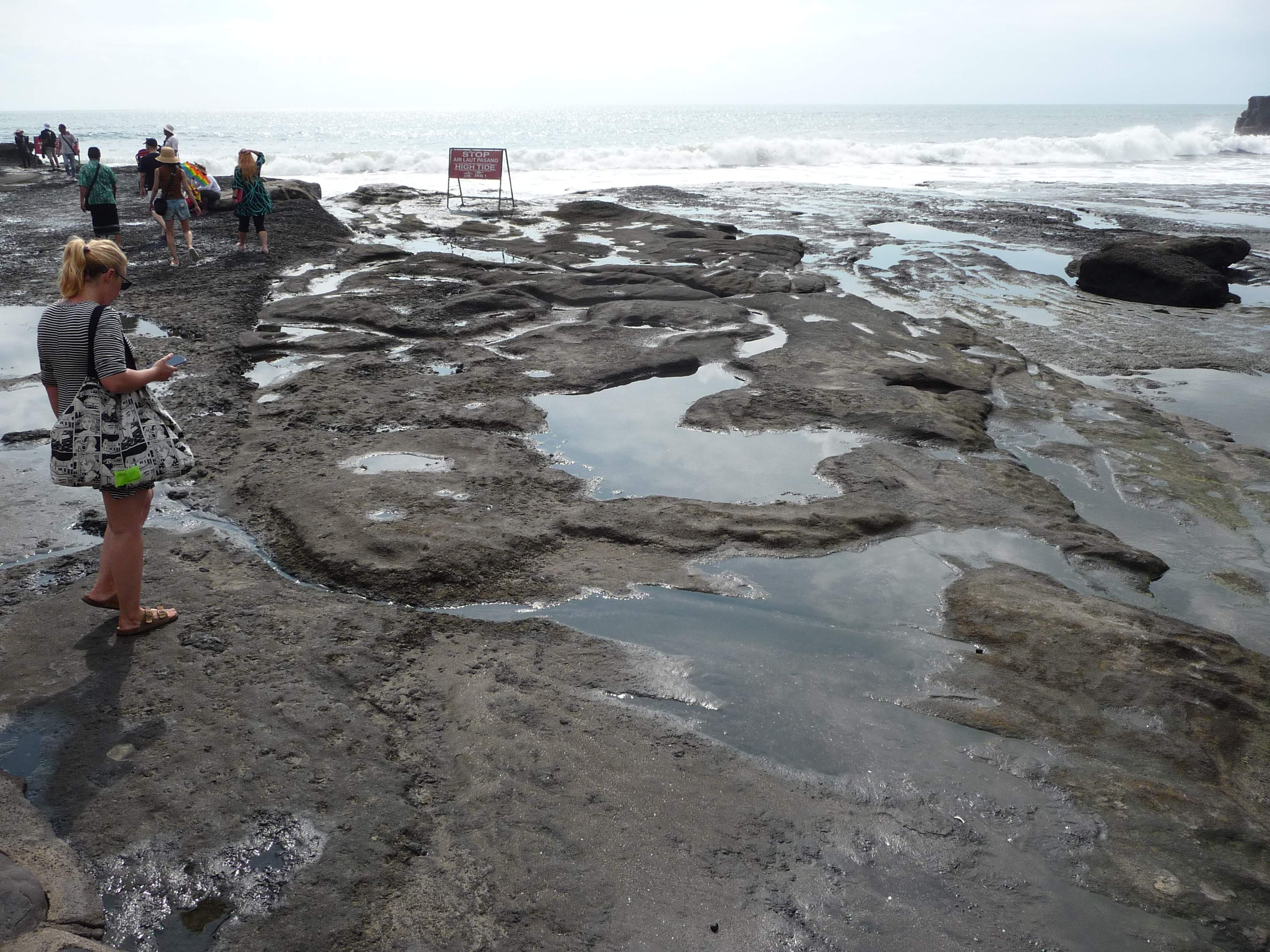
Skały oddzielające Tanah Lot od lądu
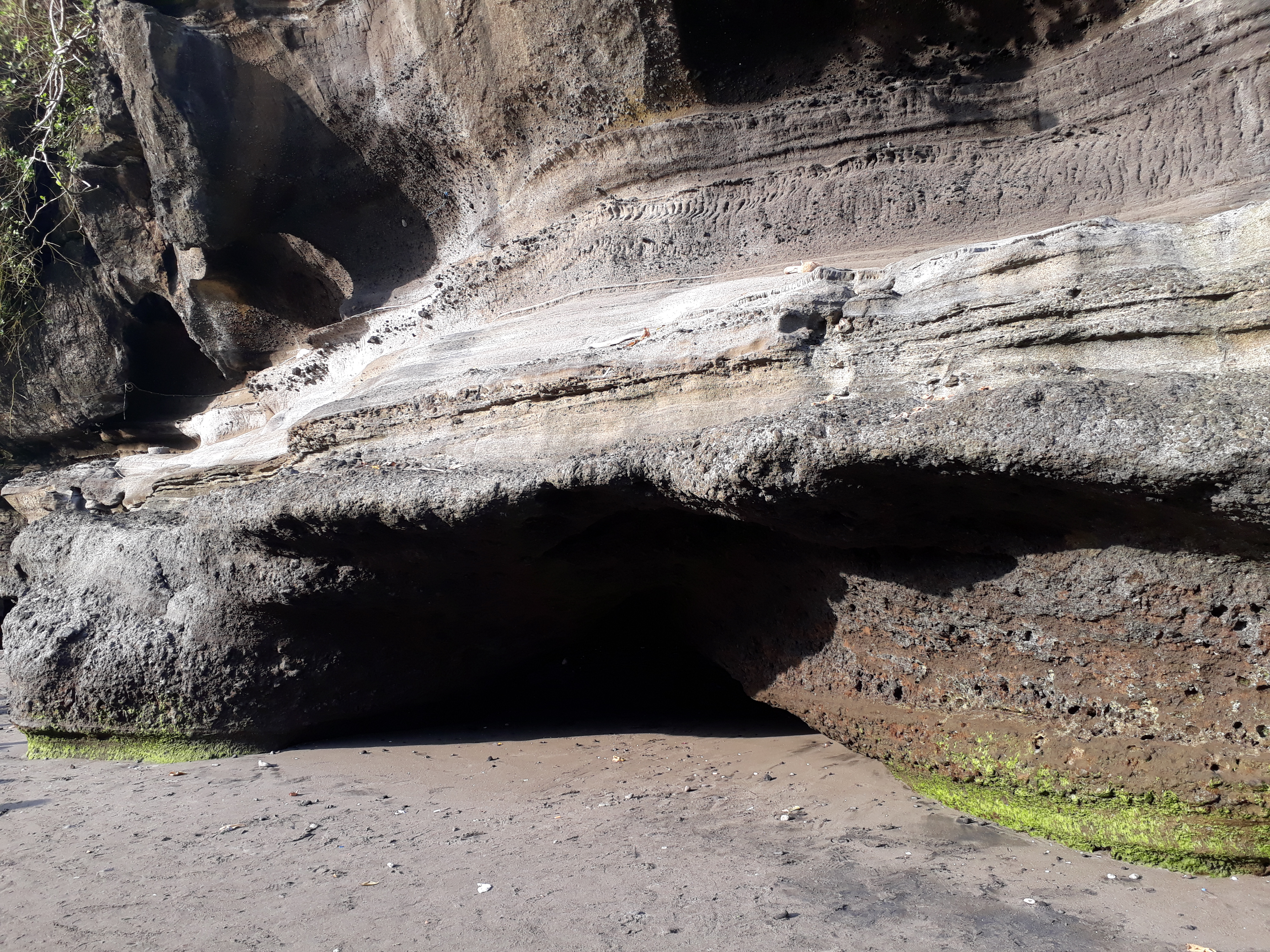
Wybrzeże
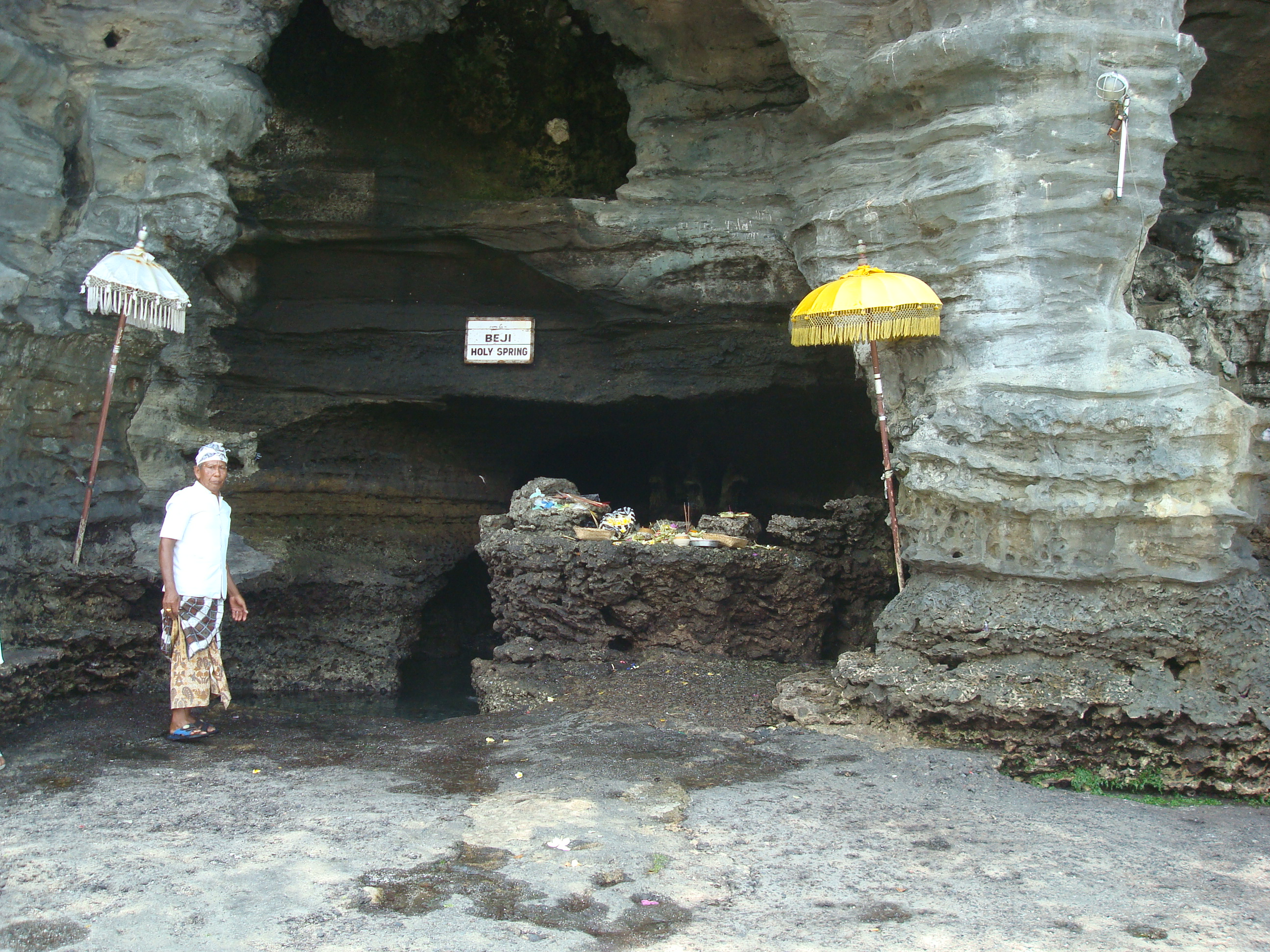
Święte źródełko
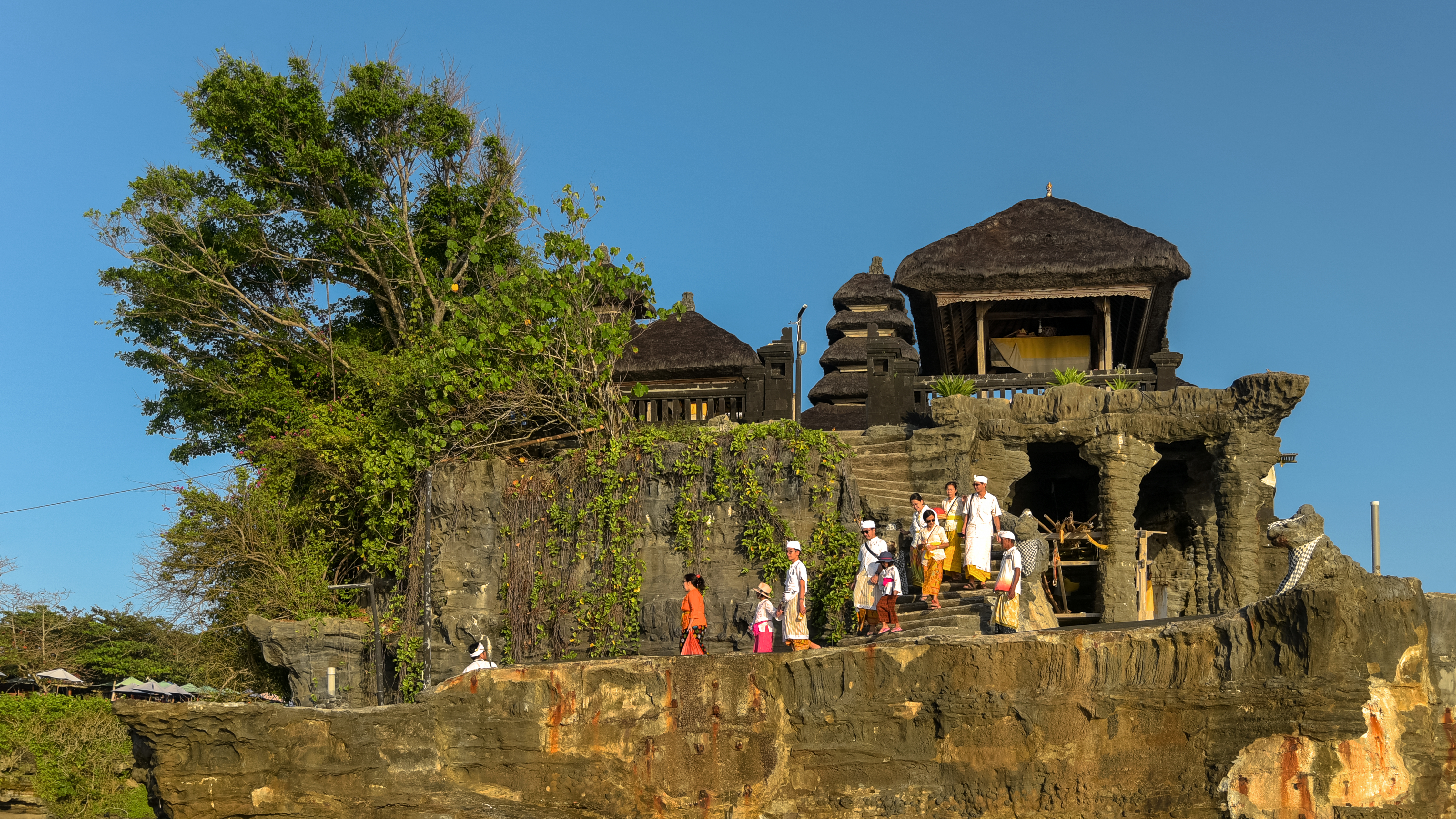
Świątynia
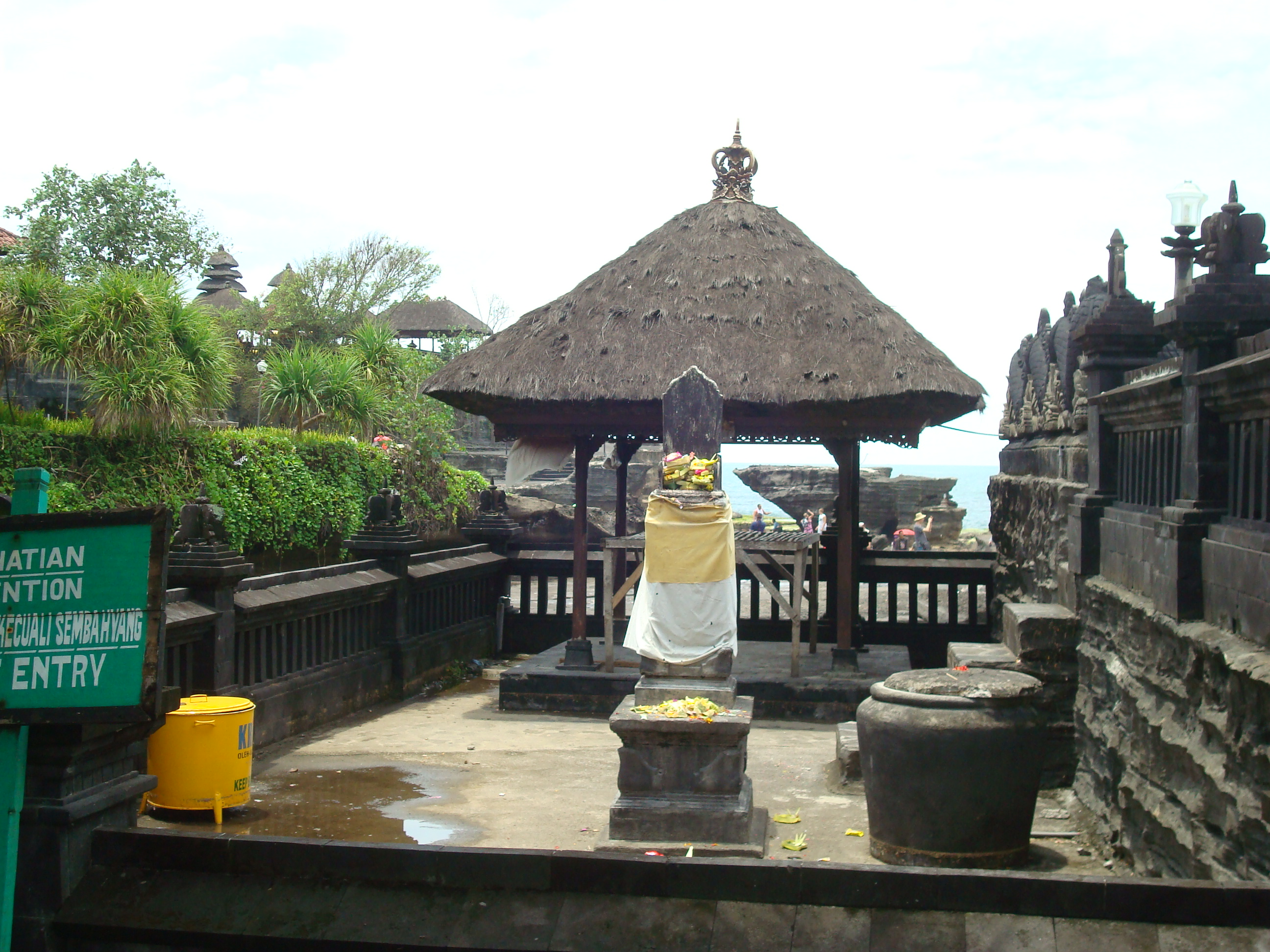
Miejsce składania ofiar
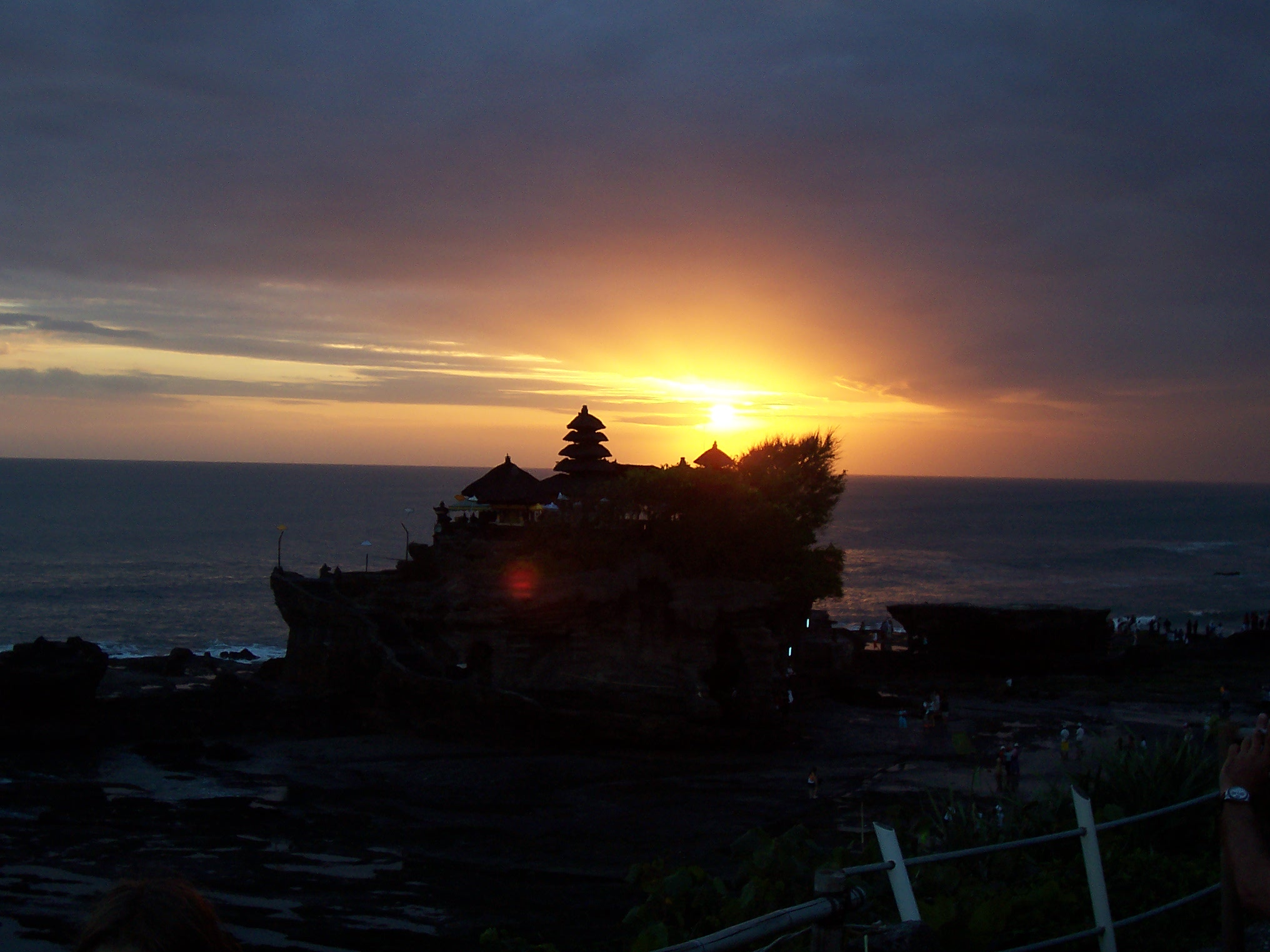
Tanah Lot o zachodzie słońca